# Mao Itamura
Mao Itamura (Hiroshima, 6 augustus 2006) is een voetbalspeelster uit Japan. Ze speelt als aanvaller voor Feyenoord in de Vrouwen Eredivisie.

## Clubcarrière
Itamura speelde in haar jeugdjaren voor Nakayama Soccer Club, Seagull Hiroshima en AIC Seagull Hiroshima. Vervolgens kwam ze uit voor JFA Academy Fukushima in de Nadeshiko League.
In januari 2025 mocht Itamura als stagespeelster mee op trainingskamp met Feyenoord naar Doha, de hoofdstad van Qatar. Ze wist later die maand een contract af te dwingen bij de Rotterdammers. In een uitwedstrijd tegen AZ op 25 januari 2025 maakte Itamura haar debuut in de Vrouwen Eredivisie door in de 80ste minuut in te vallen voor Esmee de Graaf. In een KNVB Bekerwedstrijd tegen stadsgenoot Excelsior wist Itamura met haar eerste twee doelpunten in dienst van Feyenoord haar ploeg aan penalty's te helpen, die vervolgens werden gewonnen. In het volgende Eredivisieduel tegen Telstar had Itamura voor het eerst een basisplaats en daarmee was ze de vierde Japanse speelster, na ploeggenote Toko Koga en Telstar-speelsters Akari Takeshige en Chinatsu Kira, in de Vrouwen Eredivisie. In dezelfde wedstrijd wist Itamura haar eerste doelpunt op het hoogste vrouwenvoetbalniveau van Nederland te maken.

## Statistieken
| Seizoen | Club      | Land      | Competitie         | Wedstrijden | Doelpunten |
| ------- | --------- | --------- | ------------------ | ----------- | ---------- |
| 2024/25 | Feyenoord | Nederland | Vrouwen Eredivisie | 6           | 1          |
| Totaal  | Totaal    | Totaal    | Totaal             | 6           | 1          |

Laatste update: 23 maart 2025

## Interlandcarrière
Itamura kwam als jeugdinternational van Japan -17 uit op het WK -17 in 2022. In het eerste groepsduel tegen de leeftijdsgenoten van Tanzania -17 wist Itamura de 2-0 te maken, waarna Japan U-17 uitliep na een 4-0 overwinning. Itamura en haar land reikten tot de kwartfinales, waarin Spanje -17 te sterk was. 
In 2025 was Itamura eveneens van de partij op het WK -20. Ze kwam enkel in actie in het derde groepsduel tegen Oostenrijk -17. Japan U-20 haalde de finale van het eindtoernooi, die verloren ging tegen Noord-Korea.
1 Weimar ·
2 Waldus ·
4 Verspaget ·
5 Obispo ·
6 Brandau ·
7 Teulings ·
8 Pijnenburg ·
9 Koopman ·
10 Van de Westeringh ·
11 Henry ·
14 De Graaf ·
15 Koga ·
16 Van Eijk ·
17 Van der Sluijs ·
18 Heij ·
19 Haesakkers ·
20 Szymczak ·
21 Van Bentem ·
23 Itamura ·
24 Baptiste ·
25 Van de Lavoir ·
26 De Paus ·
27 DellaPeruta ·
28 Hulswit ·
33 Van Kerkhoven ·
42 Buabadi ·
Coach: Torny
Assistent-coach: Pieters
Assistent-coach: Tjaden
Keeperstrainer: Van der Kaaij